# Витамин роста
«Витамин роста» — советский короткометражный рисованный мультфильм, созданный на киностудии «Союзмультфильм» в 1988 году.
Снят по мотивам стихотворения Олега Григорьева.

## Сюжет
Учитель в школе поставил научный эксперимент — посадил в разные клетки двух крыс, одной стал давать морковь, содержащую витамин А — витамин роста, а другую кормил стерильной пищей, без витаминов. Прошло время, и крыса, которой не давали витаминов, стала толще, чем крыса, которую кормили морковью. Оказалось, школьник Смирнов из "гуманных побуждений" кормил морковкой и другую крысу.

## Съёмочная группа
| автор сценария и кинорежиссёр | Василий Кафанов                                                                        |
| художник-постановщик          | Ольга Боголюбова                                                                       |
| кинооператор                  | Александр Чеховский                                                                    |
| композитор                    | Александр Клевицкий                                                                    |
| звукооператор                 | Борис Фильчиков                                                                        |
| художники-мультипликаторы:    | Андрей Смирнов, Тенно-Пент Соостер, Александр Панов, Андрей Игнатенко                  |
| xудожники:                    | Геннадий Морозов, Е. Балашова, К. Ерошева, Татьяна Строева, Борис Травин, Е. Старикова |
| ассистент режиссёра           | Е. Качкова                                                                             |
| монтажёр                      | Н. Снесарева                                                                           |
| текст читает                  | Алексей Левинский                                                                      |
| редакторы                     | Раиса Фричинская, Елена Никиткина                                                      |
| директор съёмочной группы     | Татьяна Зозуля                                                                         |

## Оценки и критика
Сотрудник НИИ киноискусства ВГИКа Георгий Бородин назвал мультфильм в ряду наиболее ярких работ «Союзмультфильма» конца 1980-х годов.

## Переиздания на DVD
Мультфильм неоднократно переиздавался на DVD в сборниках мультфильмов:
- «Весёлые уроки» («Союзмультфильм», дистрибьютор «Союз»).